# Франклін (Мічиган)
Франклін (англ. Franklin) — селище (англ. village) в США, в окрузі Окленд штату Мічиган. Населення — 3139 осіб (2020).

## Географія
Франклін розташований за координатами 42°31′8″ пн. ш. 83°18′11″ зх. д. / 42.51889° пн. ш. 83.30306° зх. д. (42.518774, -83.303035).  За даними Бюро перепису населення США в 2010 році селище мало площу 6,89 км², уся площа — суходіл.

## Демографія
Згідно з переписом 2010 року, у селищі мешкало 3150 осіб у 1118 домогосподарствах у складі 903 родин. Густота населення становила 457 осіб/км².  Було 1177 помешкань (171/км²).
Расовий склад населення:
| - 86,2 % — білих - 6,6 % — чорних або афроамериканців - 4,8 % — азіатів - 0,1 % — вихідців з тихоокеанських островів - 0,1 % — корінних американців |

До двох чи більше рас належало 1,7 %. Частка іспаномовних становила 1,3 % від усіх жителів.
За віковим діапазоном населення розподілялося таким чином: 28,4 % — особи молодші 18 років, 55,4 % — особи у віці 18—64 років, 16,2 % — особи у віці 65 років та старші. Медіана віку мешканця становила 45,4 року. На 100 осіб жіночої статі у селищі припадало 102,2 чоловіків;  на 100 жінок у віці від 18 років та старших — 98,8 чоловіків також старших 18 років.
Середній дохід на одне домашнє господарство  становив 242 530 доларів США (медіана — 143 289), а середній дохід на одну сім'ю — 272 642 долари (медіана — 154 063). Медіана доходів становила 108 750 доларів для чоловіків та 82 262 долари для жінок. За межею бідності перебувало 5,3 % осіб, у тому числі 3,8 % дітей у віці до 18 років та 0,9 % осіб у віці 65 років та старших.
Цивільне працевлаштоване населення становило 1423 особи. Основні галузі зайнятості: освіта, охорона здоров'я та соціальна допомога — 28,6 %, науковці, спеціалісти, менеджери — 17,7 %, фінанси, страхування та нерухомість — 14,5 %, виробництво — 12,3 %.